# Carolina de Berlepsch
Carolina de Berlepsch (9 de enero de 1820 en Bad Hersfeld - 21 de febrero de 1877 en Knauthain (ahora parte de Leipzig)) era miembro de la noble familia von Berlepsch y fue la tercera esposa del elector Guillermo II de Hesse-Kassel (1777-1847). Se casó con ella, después de la muerte de su segunda esposa, la condesa Emilia Ortlöpp, el 28 de agosto de 1843 en Wilhelmsbad (ahora parte de Hanau). Este fue un matrimonio morganático, porque ella se consideraba nobleza menor y por lo tanto no acorde para un soberano elector.
Carolina era la hija del barón Hermann Luis de Berlepsch y Melusina de Kruse y 43 años más joven que su marido. La residencia principal de la pareja era Frankfurt, que ya el elector tenía en 1830 y prácticamente abdicó el gobierno a su hijo, Federico Guillermo, de su primer matrimonio, uno no morganático.
En 1844, el elector elevó a Carolina a baronesa de Bergen, y en 1846, recibió el título austriaco de condesa de Bergen.
Después que Guillermo muriera en 1847, se casó de nuevo, en 1851 en Frankfurt, con el conde Carlos Adolfo de Hohenthal (27 de noviembre de 1811- 9 de octubre de 1875). Con él, ella tuvo dos hijos: Carlos Adolfo (c.1853) y Carlos Luis (c.1857).